# International Bulb Society
La International Bulb Society se fundó en 1933 y es una sociedad internacional dedicada a informar al público acerca de la ciencia, el cultivo, la conservación y la botánica de las plantas geofitas, conocidas comúnmente como bulbos .

## Premios
- La Medalla Herbert -  la sociedad otorga esta medalla a las personas que han hecho contribuciones sobresalientes al estudio de las plantas geofitas.
- The Hamilton P. Traub Outstanding Service Award - la sociedad otorga esta medalla a las personas que prestan un excelente servicio a la sociedad.